# Трупіал банановий
Трупіа́л банановий (Icterus prosthemelas) — вид горобцеподібних птахів родини трупіалових (Icteridae). Мешкає в Мексиці і Центральній Америці.

## Опис

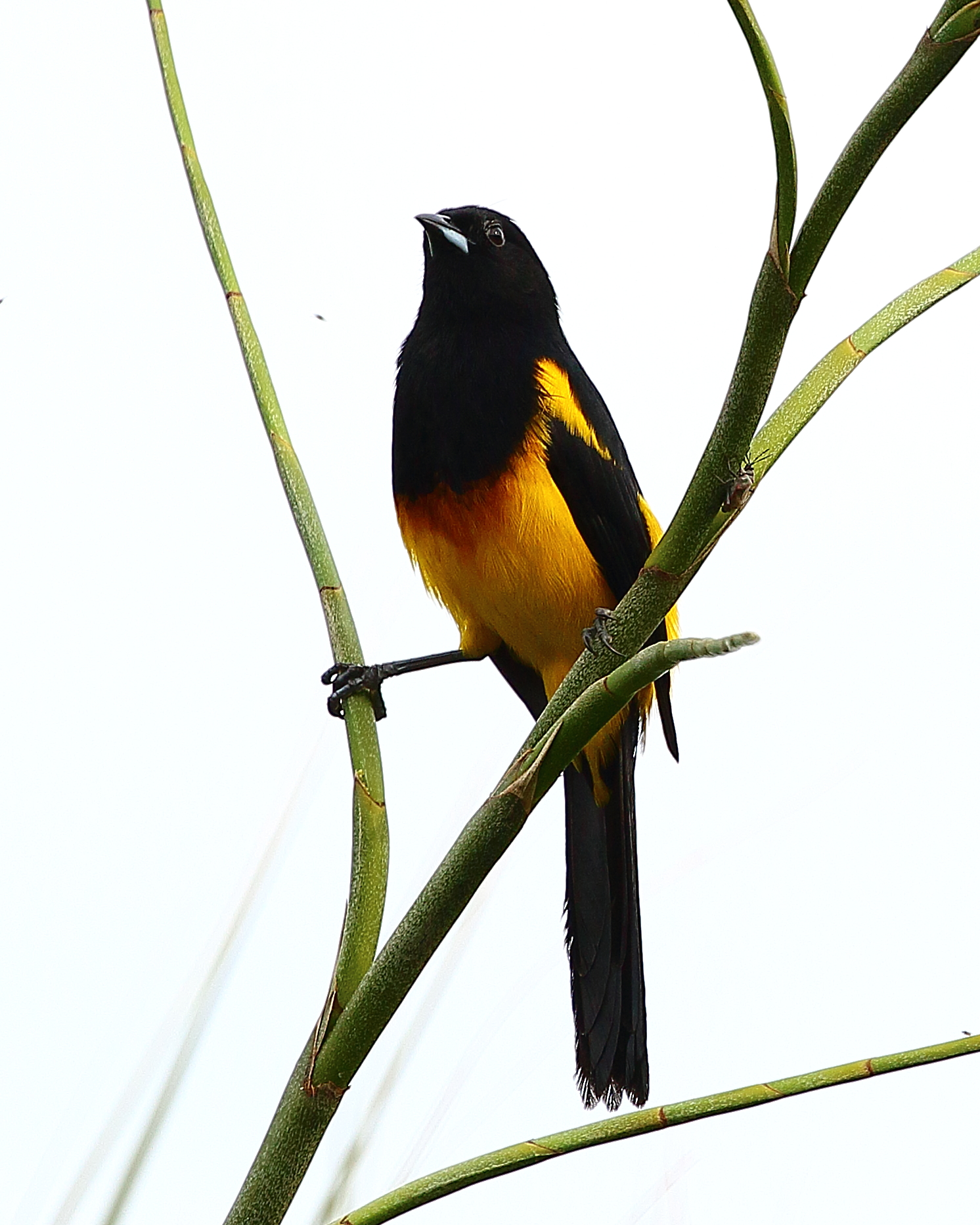
Самець бананового трупіала

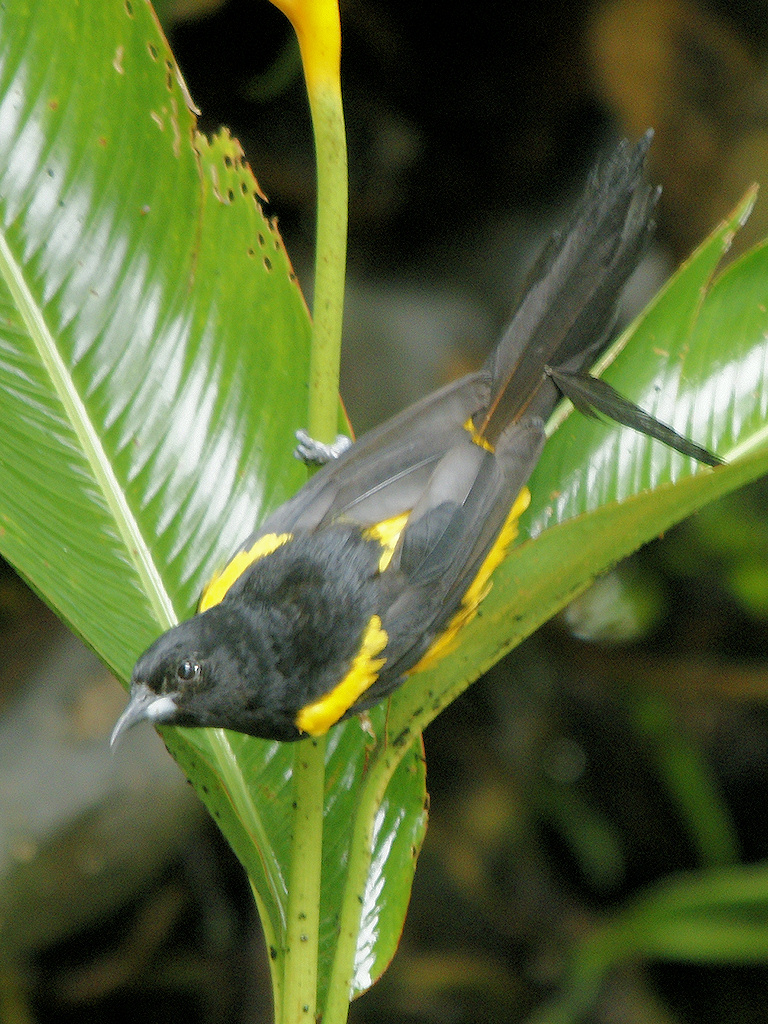
Самець бананового трупіала

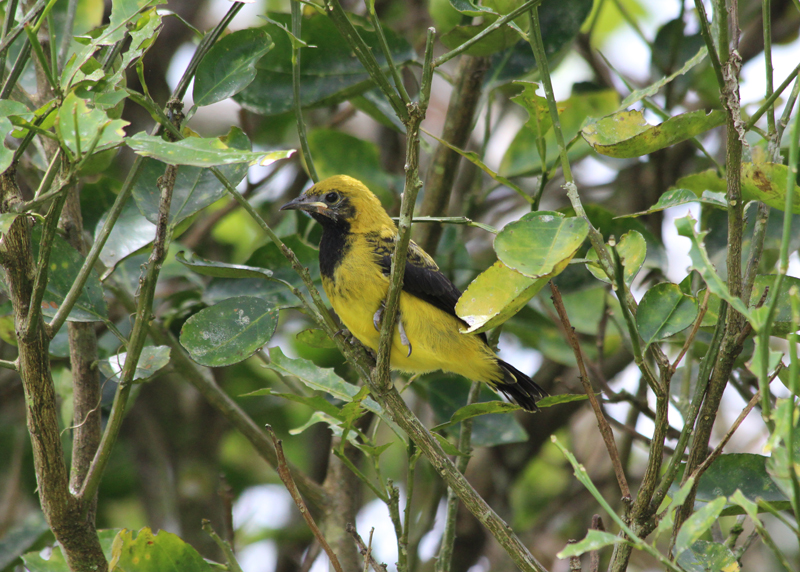
Молодий банановий трупіал

Довжина птаха становить 18-20 см, самці важать 32,5 г, самиці 27,5 г. Самці мають переважно чорне забарвлення, на плечях і надхвісті у них яскраво-жовті плями. Нижні покривні пера крил, нижня частина грудей, живіт, гузка і стегна жовті, на грудях вузька каштанова смуга. Очі карі, дзьоб тонкий, дещо вигнутий, чорний, знизу біля основи сріблястий, лапи сизі. Самиці підвиду I. p. praecox мають подібне забарвлення, самицям номінативного підвиду притаманний статевий диморфізм. Верхня частина голови і верхня частина тіла у них оливково-жовті, обличчя, горло, верхня частина грудей, крила і хвіст чорні. Молоді птахи мають подібне забарвлення.

## Підвиди
Виділяють два підвиди:
- I. p. prosthemelas (Strickland, 1850) — від Мексики до центральної Коста-Рики;
- I. p. praecox Phillips, AR & Dickerman, 1965[7] — від південно-східної Коста-Рики до захдної Панами.

## Поширення і екологія
Бананові трупіали мешкають в Мексиці, Гватемалі, Белізі, Гондурасі, Нікарагуа, Коста-Риці і Панамі. Вони живуть у вологих тропічних лісах, на узліссях і галявинах та в рідколіссях, в садах та на бананових плантаціях, часто поблизу водойм. Зустрічаються парами або невеликими зграйками, на висоті до 500 м над рівнем моря. Часто приєднуються до змішаних зграй птахів. 

## Поведінка
Бананові трупіали живляться комахами та іншими безхребетними, плодами та нектаром, зокрема плодами і Cecropia, Talisia olivaeformis, Ehretia tinifolia, Tabernaemontana donnell-smithii, Bursera simaruba, і Trophis racemosa та нектаром Musa, Columnea, Bernoullia flammea, Inga і Erythrina costaricensis, запилюючи при цьому квіти. Вони є моногамними птахами, гніздяться зазвичай поодинці. Їхні гнізда мають чашоподібну форму, глибиною 8 см, роблиться з рослинних волокон, підвішуються на дереві, зазвичсай на геліконії, пальмі або банані. В кладці 3 білих, поцяткованих коричневими плямками яйця довжиною 23 мм. І самиці, і самці насиджують яйця і доглядають за пташенятами.